# James Erwin
James Shrewsbury Erwin (* 27. November 1920 in New York City, New York; † 14. Juli 2005 in York, Maine) war ein US-amerikanischer Anwalt und Politiker, der von 1967 bis 1971 Maine Attorney General war.

## Leben
James Erwin wurde als Sohn von James R. Erwin und Elizabeth Davidson in New York geboren. Im Jahr 1942 machte er seinen Abschluss am Dartmouth College. Im Zweiten Weltkrieg war er in Nord Afrika, Italien und Frankreich eingesetzt. Er wurde im Jahr 1946 ehrenhaft aus dem Dienst entlassen.
Er studierte an der Columbia University Law School, wo er im Jahr 1949 seinen Abschluss machte. Danach zog er nach York und eröffnete dort eine Anwaltskanzlei. Er war Präsident der Anwaltskammer von Maine und gehörte dem Committee on Judicial Disability and Responsibility des Maine Supreme Judicial Court an.
Als Mitglied der Republikanischen Partei war er von 1965 bis 1966 Abgeordneter im Repräsentantenhaus von Maine, von 1961 bis 1962 Mitglied des Senats von Maine und von 1967 bis 1971 Maine Attorney General. Er war Vorsitzender der Delegierten der Republican National Convention im Jahr 1968 und in den Jahren 1970 und 1974 war er der Republikanische Kandidat um das Amt des Gouverneurs von Maine.
Er setzte sich für die Wälder Mains ein und war während seiner Zeit als Attorney General Schirmherr der Baxter State Park Authority. Zudem unterstützte er das York Hospital, welches ursprünglich in dem Haus seiner Großmutter untergebracht war. Er gehörte dem Board of Trustees von 1952 bis 1966 und von 1975 bis 1990 an. Zudem gehörte er dem Board der University of Maine an, war er Trustee des York School Districts, Vorsitzender des York County Chapters des Amerikanischen Roten Kreuzes und weitere Ehrenämter, er war Mitglied der First Parish Church. Außerdem Freimaurer und gehörte zu den Knights Templar, dem York County Shrine Club, dem Maine Royal Arch Chapter und dem Kora Temple AAONMS.
Von der Columbia University Law School erhielt er im Jahr 1970 den Preis „Progress with Promise“.
James Erwin heiratete im Jahr 1947 Charlotte Anne Ruprecht. Sie hatten vier Kinder. Erwin starb am 14. Juli 2005 in York, Maine.